# Звенигородский, Фёдор Андреевич
Князь Фёдор Андреевич Меньшой Спячий-Звенигородский — голова, воевода, окольничий Русского царства времён смуты.
Сын князя Андрея Дмитриевича Спячего-Звенигородского († после 1597)
По родословной росписи показан сыном князя Андрея Михайловича Звенигородского и внуком родоначальника князей Спячих-Звенигородских — князя Михаила Ивановича по прозванию Спячей.

## Биография
Подписался в поручной записи по тем боярам (1571), которые ручались в верной службе князя Ивана Фёдоровича Мстиславского — Ивану Грозному. В случае его побега и несостоятельности поручителей князь Фёдор Андреевич и брат его князь Иван Андреевич должны были бы заплатить в царскую казну 150 рублей (довольно значительная по тем временам сумма).
Первый воевода в Ярославле (1582), 2-й воевода в Туле (1584) и затем будучи воеводой в Дедилове должен идти на сход к Большому полку (1585). Отправлен из Москвы с Большим полком 2-м воеводою в Тулу (1587), отправлен к Малиновой засеке под Тулу против крымских татар (июль 1587). Местничал со своим родным дядей Михаилом Глебовичем Салтыковым (1587). 2-й воевода Передового полка в Венёве (1588), в Новгороде Великом в сторожевом полку 2-й воевода, стоял в Тевесове (1590).
Голова в Большом полку у князя Феодора Ивановича Мстиславского во время ожидания прихода крымского хана к Москве (1591). Зимой этого же года отправлен на ливонскую границу и со сторожевым полком стоял в Тёсове 2-м воеводою, откуда был направлен в Орешек осадным и вылазным воеводою.
Второй воевода в передовом полку на Дедилове (1593), 2-й воевода «на Тёрке городе» (1594—1596). Подписался под грамотой об избрании в цари Бориса Годунова (1598). В апреле того же года голова и есаул в царском походе к Серпухову в связи с набегом Казы-Гирея, а в мае послан из Серпухова осматривать и проверять готовность крепостей по Оке до Каширы и Коломны.
Третий воевода на Ливнах (1602). При дипломатическом приёме царем Борисом Годуновым кизильбашского (персидского) посла в Золотой палате князь Звенигородский и Андрей Матвеевич Воейков были у него приставами (1603).
Получив известие о приходе самозванца Лжедмитрия в Новгород-Северский, Борис Годунов начал принимать меры обороны и назначил в сторожевой полк в Брянск воеводами боярина Михаила Глебовича Салтыкова и князя Фёдора Андреевича Звенигородского (1604).
Когда Лжедмитрий I пошел из-под Кром на Тулу, князь Звенигородский был вторым воеводой в сторожевом полку (1605). В том же году возникло местническое дело между Гавриилом Григорьевичем Пушкиным и князем Звенигородским; были поданы «случаи» и «счетные памяти», но чем кончился суд — неизвестно. Возведён польским королём Сигизмундом III в чин окольничего и пожалован поместным и денежным окладом (1610).
Дважды ездил к литовскому канцлеру Льву Ивановичу Сапеге от боярина Михаила Глебовича Салтыкова (1610), женатого на родной тетке князя Звенигородского, княжне Иулиании Михайловне Звенигородской. В первый раз, когда Салтыков поручил князю Звенигородскому передать Сапеге лисью горлатную шапку, он проявил недоверие, высказанное даже в письме к Сапеге: «продернув в нее (то есть в шапку) веревочку, запечатал тою ж печатью, которою ся грамотка запечатана: и ты б, государь, ту печать срезав, ко мне прислал, чтоб тое шапку до тебя довезли, что я послал, а не подменили». Во втором письме Салтыков просит Сапегу обратить внимание на челобитье князя Звенигородского, которого называет своим «приятелем», и предупреждает, что князь Фёдор Андреевич отправился бить челом королю Сигизмунду о своем брате князе Василии Андреевиче и о себе, так как «они были от ростриги и от Шуйского в закосненье и отосланы».
Окольничий, подписался (1611) под грамотами Московской Боярской думы: 1) смоленским воеводам Шеину и князю Горчакову о немедленной сдаче Смоленска польскому королю Сигизмунду и 2) ростовскому митрополиту Филарету и князю Василию Васильевичу Голицыну с товарищами о том, чтобы они ехали в Вильну к королевичу Владиславу и просили его поспешить на московский престол, а также чтобы убедили смоленских воевод сдать королю Сигизмунду Смоленск и принести повинную. Под обеими грамотами князь Ф. Звенигородский подписался сначала за боярина Михаила Самсоновича Туренина, а затем за себя и за окольничего князя Григория Борисовича Долгорукого.
Воевода в Вятке (1615—1616), объезжий голова в Москве, в старом Большом Кремле (1617). Указал ему Государь, при путешествии его в Симонов монастырь «ехать перед собой в окольничих» (июль 1617). Воевода Арзамасе (1618).
Умер бездетным.